# Lobodillo aerarius
Lobodillo aerarius là một loài chân đều trong họ Armadillidae. Loài này được Barnard miêu tả khoa học năm 1937.